# Arrugadinae
Los arrugadinos (Arrugadinae) son una subfamilia de hemípteros auquenorrincos de la familia Cicadellidae.

## Géneros
- Arrugada[2]